# 戴維斯章克申 (伊利諾伊州)
戴維斯章克申（英語：Davis Junction）是一個位於美國伊利諾伊州奧格爾縣的城市。

## 地理
戴維斯章克申的座標為42°06′07″N 88°59′37″W / 42.10194°N 88.99361°W，而該地的平均海拔高度為241米（即791英尺）。

## 人口
根據2010年美國人口普查的數據，戴維斯章克申的面積為10.98平方千米，當中陸地面積為10.98平方千米，而水域面積為0.00平方千米。當地共有人口2373人，而人口密度為每平方千米216.12人。